# Дакувака
Дакувака — бог-акула в мифологии народов Фиджи. Джозеф Вотерхаус, методистский миссионер из Англии, перевел имени Дакувака как "вне каноэ". Дакувака почитался как покровитель рыбацких общин и поселений, а также прелюбодеев и бабников.

## Мифы
Согласно мифам Дакувака является или принимает форму самой большой в мире акулы, и все остальные акулы подчиняются ему. Он охраняет рифы от посягательства на них других богов, а также людей: принимая форму акулы, Дакувака патрулирует свои рифы, вступая в борьбу со встреченными богами. Бог-акула также выступает в роли защитников моряков и рыбаков, помогая тем, кто его почитает, и наказывая тех, кто относится непочтительно к нему и рифам. Также Дакувака считался прародителем династии вождей на Кандаву.

### Защитник Кандаву
Однажды Дакувака отправился к островам Ломаивичи и легко завоевал их, после чего решил захватить Суву, но местный защитник рифов вызвал его на поединок. Долго и яростно бились два бога. От их битвы поднялись высокие волны, реки потекли в обратном направлении и затопили остров. Дакувака победил в этой битве и продолжил свой путь дальше. Рядом с островом Мбенга ему повстречался старый друг Масилака, тоже бог-акула, который рассказал про силу защитника рифа острова Кандаву. Дакувака обратился акулой и помчался к Кандаву, где у входа в риф встретил местного защитника, гигантского осьминога. Боги схватились в битве, осьминог четырьмя своими щупальцами держался за риф и перекрывал вход, а другими четырьмя - боролся. В этой схватке Дакувака проиграл и пообещал осьминогу, если тот его отпустит, защищать жителей острова Кандаву от несчастий и бед в море.